# Heròpolis
| O1 · Z1 | C12 | X1 · O49 |

| O1 · Z1 | C12 | X1 · O49 |

Heròpolis (grec antic: Ἡρώπόλις, Hērṓpólis, o Ἡρώωνπόλις, Hērṓōnpólis, o Patumos Πατούμος, Patoúmos; llatí: Heropolis) fou una ciutat a l'est del delta del Nil, a l'actual Egipte, a la boca del canal reial, que connectava el Nil amb la mar Roja. Apareix també com Heroònpolis i Herònpolis. No era a la costa sinó a la part nord dels llacs, però va donar el seu nom a una part de la mar Roja, el Heroopolites kolpos (Hρωοπολίτης κόλπος, llatí: Heroopoliticus Sinus) que arribava fins a Arsinoe (golf de Suez) prop de l'actual ciutat de Suez. Fou capital del nomós VIII del Baix Egipte (A-bt), capital que després va passar a Arsinoe. Els hebreus l'anomenaren Pithom (פתם) i els egipcis Tjeku o Tyeku i més tard Per-Atum (o Pi-Tum, és a dir casa de Tum o d'Atum, el déu solar de la ciutat). Hero o Heroo és probablement la traducció grega d'Atum. Segons la Bíblia la ciutat fou construïda pel treball forçat dels hebreus igual que Pi-Ramsès i Heliòpolis. Heròdot diu que el canal fet per Necó II connectava la mar Roja amb el Nil passant per «Patumos» ciutat de nomos d'Aràbia (el nomos XX) que tenia per capital a Goixen (en egipci: Kosen).
El lloc fou descobert per Édouard Naville el 1883, al sud-oest d'Ismaïlia (uns 18 km) i a l'est de Wadi Tumilat, a Tell al-Maskhuta on es va trobar una inscripció que ho demostrava. Es va trobar un antic grup d'estàtues de Ramsès II entre dos déus i després es va descobrir una muralla, un temple en ruïnes i una sèrie d'edificis. Això va permetre confirmar que la ciutat era al nomos VIII (veí del nomos XX) i que l'afirmació d'Heròdot no era del tot correcta.